# Морень (Нямц)
Морень, Морені (рум. Moreni) — село у повіті Нямц в Румунії. Входить до складу комуни Велень.
Село розташоване на відстані 292 км на північ від Бухареста, 29 км на схід від П'ятра-Нямца, 66 км на захід від Ясс.

## Населення
За даними перепису населення 2002 року у селі проживали 313 осіб.
Національний склад населення села:
| Національність | Кількість осіб | Відсоток |
| -------------- | -------------- | -------- |
| румуни         | 274            | 87,5%    |
| цигани         | 39             | 12,5%    |

Рідною мовою назвали:
| Мова      | Кількість осіб | Відсоток |
| --------- | -------------- | -------- |
| румунська | 303            | 96,8%    |
| циганська | 10             | 3,2%     |